# لويد ر. جورج
لويد ر. جورج (بالإنجليزية: Lloyd R. George)‏ هو سياسي أمريكي، ولد في 23 أكتوبر 1925، وتوفي في 25 فبراير 2012. انتخب عضو مجلس نواب أركنساس.